# Liobagrus hyeongsanensis
Liobagrus hyeongsanensis là một loài cá da trơn trong họ Amblycipitidae đặc hữu của Hàn Quốc.